# Skalat
Skalat (em ucraniano:  Ска́лат; em polonês/polaco:  Skałat) é uma cidade da Ucrânia, situada no Oblast de Ternopil. Tem 6 km² de área e sua população em 2020 foi estimada em 3.995 habitantes.